# 서보원
서보원은 대한민국의 축구 감독으로, K3리그 경주 한국수력원자력 축구단의 감독이다.

## 여담
원클럽맨 출신 감독이다.